# Belly 2: Millionaire Boyz Club
Belly 2: Millionaire Boyz Club is een Amerikaanse thriller uit 2008. Deze film is geregisseerd door Cess Silvera en gaat over de gangster Reggie "G" Baily die na zijn vrijlating weer terugkeert naar zijn stad en zijn territorium in Compton, om het terug te claimen. Samen met zijn goede vriend "Tone" begint hij zijn avontuur door de grootste dealer van Compton te beroven van 150 kilo aan coke.
Rapper "The Game" speelt de rol van Reggie "G" Baily. De film was de opvolger van Belly uit 1998.

## Rolverdeling
| Acteur                   | Personage        |
| ------------------------ | ---------------- |
| The Game                 | Reggie "G" Baily |
| Taye Hansberry           | Strawberry       |
| Ski Carr                 | Tito Costa       |
| Michael Kenneth Williams | Tone             |
| Ed O'Ross                | Coleman          |